# Liste der Museen im Landkreis Fürth
Die Liste der Museen im Landkreis Fürth  gibt einen Überblick über aktuelle und ehemalige Museen im fränkischen Landkreis Fürth.

## Aktuelle Museen
| Gemeinde   | Name                                      | Kurzbeschreibung | gegründet/ eröffnet | Träger                                          | Standort                         | Bild           | Link |
| ---------- | ----------------------------------------- | --- | ------------------- | ----------------------------------------------- | -------------------------------- | -------------- | ---- |
| Cadolzburg | Museum auf der Cadolzburg                 | Das Museum auf der Cadolzburg bietet eine Zeitreise ins Mittelalter mit Originalobjekten, Reproduktionen, Inszenierungen und Medienstationen. |                     | Bayerische Schlösserverwaltung                  | Burg Cadolzburg                  | weitere Bilder |      |
| Cadolzburg | Historisches Museum Cadolzburg            | Das im Alten Rathaus untergebrachte Historische Museum Cadolzburg gibt einen Überblick über die Geschichte Cadolzburgs, die Geologie der Region und berühmte Cadolzburger. | 2017                | Markt Cadolzburg                                | Altes Rathaus                    | weitere Bilder |      |
| Langenzenn | Heimatmuseum Langenzenn                   | Das Heimatmuseum Langenzenn zeigt unter anderem frühgeschichtliche Funde aus dem Zenngrund, Münzen aus der Römerzeit und aus Langenzenner Prägung bis hin zu regionalen Trachten, Hausrat und Möbeln. | 1976                | Heimatverein Langenzenn                         | Sörgel-Haus                      | weitere Bilder |      |
| Roßtal     | Museumshof Roßtal                         | Der Museumshof in Roßtal zeigt historisch gestaltete Räume und historische Haushaltsgegenstände und Handwerksgeräte. Eine archäologische Abteilung dokumentiert die Geschichte der ottonischen Kaiserpfalz Roßtal. |                     | Heimatverein Markt Roßtal                       | Schulstraße                      | weitere Bilder |      |
| Stein      | Heimatmuseum Stein                        | Das Heimatmuseum Stein ist im ältesten Haus der Stadt untergebracht, einem ehemaligen Gasthaus aus dem Jahr 1635. Es präsentiert verschiedene Stiftungen und Leihgaben zu Handwerk, Industrie, Familien- und Vereinsleben in Stein. | 2008                | Heimat- und Kulturverein Stein                  | Ehemaliges Gasthaus Scharfes Eck | weitere Bilder |      |
| Stein      | Museum „Alte Mine“                        | In den historischen Räumen der Fertigung von Bleistiftminen hat der Schreibwarenhersteller Faber-Castell einen Rundgang eingerichtet, der den chronologischen Ablauf und die Besonderheiten der Bleiminenfertigung des 19. und 20. Jh. abbildet. Fenster ermöglichen einen Blick in die modernen Herstellungsräume.                                        |                     | Faber-Castell                                   | Faber-Castell-Werk               | weitere Bilder |      |
| Zirndorf   | Lichtenstädter und Egerländer Heimatstube | Viele aus Lichtenstadt (Hroznětín) vertriebenen Egerländer ließen sich in Zirnstadt nieder. Die in einem Nebengebäude des Rathauses untergebrachten Heimatstube zeigt Lichtenstädter Trachten, Trachtenschmuck, Stickereien und Klöppelarbeiten, gemalte und gezeichnete Bilder aus dem Egerland sowie Porzellan und Steingut aus Egerländer Manufakturen. | 1972                | Arbeitskreis der Gemeindebetreuung Lichtenstadt | Rathaus                          |                |      |
| Zirndorf   | Städtisches Museum Zirndorf               | Das Städtische Museum Zirndorf hat zwei Themenschwerpunkte. Im Erdgeschoss werden die Geschichte und die Entwicklung der Zirndorfer Blechspielzeugindustrie dokumentiert. Im Obergeschoss ist die Rolle Zirndorfs während des Dreißigjährigen Krieges dargestellt.                                                                                         | 1995                | Stadt Zirndorf                                  | Spitalstraße                     | weitere Bilder |      |